# Henriette Delabarre-Henry
Pour les articles homonymes, voir Delabarre.
Ne doit pas être confondu avec Henriette Delabarre.
Henriette Louise Marie Delabarre-Henry, née le 9 juillet 1881 à Paris (France) et morte à Versailles le 21 août 1963, est une peintre française.

## Biographie
Henriette Delabarre est la fille d'Hector Delabarre (1844-1895), Ministre plénipotentiaire, et de Alice Chatelain(1860-1946). Elle est née le 9 juillet 1881, 58 rue de Londres dans le 8e arrondissement de Paris. Très tôt, elle montre des dispositions pour la peinture, dispositions héritées de son grand-père, François Chatelain(1819-1887), peintre paysagiste et  ami de Camille Corot. Elle étudie d'abord sous la direction de Marguerite Godin et de Gaston Saint Pierre. En 1902, elle rejoint l'atelier de Ulpiano Checa y Sanz., 205 rue Saint Honoré, à Paris. Elle demeura liée à Checa jusqu'à la mort de ce dernier en 1916. Son influence est manifeste dans l'oeuvre d'Henriette. Ses premiers envois au salon datent de 1900. Elle remporte son premier succès en 1904 avec Étude d'atelier, un autoportrait réalisé dans l'atelier de Checa. Le tableau a été acheté par le musée national Adrien Dubouché à Limoges. Henriette n'a cessé d'exposer ses œuvres à Paris au Salon de l'Union des femmes peintres et sculpteurs et au salon des Artistes Indépendants, puis à partir de 1927 au salon de la Société des Amis des Arts de Seine et Oise. Ses ateliers sont installés dans la maison familiale des Chatelain à Crécy-la-Chapelle (Seine et Marne) et à son domicile, 20 rue Hazard à Versailles. 
Elle épouse Maurice Henry-Deligny, fils du colonel Raymond Henry et petit-fils de l'ingénieur Ernest Deligny, le 9 novembre 1904 à Paris. 
L'œuvre d'Henriette se compose de très nombreux portraits, de paysages de Crécy-la-Chapelle et de la vallée du Grand Morin, de monuments versaillais. Certaines de ses peintures ont été distinguées: en 1929 prix du Figaro à Paris; en 1938 médaille d'argent et en 1939 médaille de vermeil à Versailles.
Elle signe ses toiles Henriette Delabarre-Henry-Deligny.
Elle meurt à Versailles le 21 août 1963 et est enterrée dans le caveau de la famille Delabarre, au cimetière de Montmartre, à Paris.

## Œuvres
- Escalier de l'hôtel du Vicomte de Fontenay à Versailles et Chambre de l'Hôtel de Fontenay à Versailles, sont au Musée Lambinet à Versailles[4].
- Étude d'atelier au musée des Beaux Arts de Limoges.